# Đắk D'rông
Đắk D'rông là một xã thuộc huyện Cư Jút, tỉnh Đắk Nông, Việt Nam.

## Địa lý
Xã Đắk D'rông có vị trí địa lý:
- Phía đông giáp xã Nam Dong
- Phía tây giáp xã Đắk Wil
- Phía nam giáp xã Cư Knia và huyện Đắk Mil
- Phía bắc giáp xã Đắk Wil và xã Ea Pô.

Xã Đắk D'rông có diện tích 60,31 km², dân số năm 2019 là 14.262 người, mật độ dân số đạt 237 người/km².

## Hành chính
Xã Đắk D'rông được chia thành 19 thôn: 3, 4, 5, 6, 7, 8, 9, 10, 11, 12, 13, 14, 15, 16, 17, 18, 19, 20, Cao Lạng và bon U Sroong.

## Lịch sử
Ngày 26 tháng 5 năm 1992, Ban Tổ chức Chính phủ ban hành Quyết định số 313-TCCP về việc thành lập xã Đắk D'rông trên cơ sở tách thôn 5, thôn 6, buôn Dier, buôn U của xã Nam Dong với 6.300 ha diện tích tự nhiên và 3.222 người.
Ngày 30 tháng 9 năm 2019, Hội đồng Nhân dân tỉnh Đắk Nông ban hành Nghị quyết 24/NQ-HĐND về việc:
- Sáp nhập thôn 1 và thôn 2 thành thôn Cao Lạng
- Sáp nhập một phần của hai thôn 15 và 14 vào bon U Sroong
- Sáp nhập một phần thôn 15 vào phần còn lại của thôn 14
- Giữ nguyên tên phần còn lại của thôn 15.